# Sypna buruensis
Sypna buruensis är en fjärilsart som beskrevs av Louis Beethoven Prout 1926. Sypna buruensis ingår i släktet Sypna och familjen nattflyn. Inga underarter finns listade i Catalogue of Life.